# Deutsche Libbey-Owens-Gesellschaft für maschinelle Glasherstellung
Die Deutsche Libbey-Owens-Gesellschaft für maschinelle Glasherstellung AG, kurz DELOG, war ein deutsches Unternehmen im Bereich der Glasherstellung in Gelsenkirchen-Rotthausen, woraus die Flachglas AG hervorging.

## Gründung der DELOG
Das Unternehmen wurde 1925 als Tochtergesellschaft der Bergwerksgesellschaft Dahlbusch gegründet. Deren Großaktionär war die belgische Gruppe Solvay-Libbey-Owens. Benannt war das Unternehmen nach den Patenten des US-amerikanischen Glasherstellers Libbey-Owens aus Toledo (Ohio). Die Bergwerksgesellschaft Dahlbusch fungierte als zentraler Gas- und Stromlieferant für das Glaswerk.
1930 erwarb man die Hälfte der Kuxe der Fensterglashütte Gewerkschaft Kunzendorfer Werke in Kunzendorf (Niederlausitz). Im Jahre 1931 erwarb man alle Anteile an der Vereinigte Vopelius’sche und Wentzel’sche Glashütten GmbH in St. Ingbert bzw. Sulzbach/Saar. Die Werke in Kunzendorf und Sulzbach wurden 1932 in die neu gegründete Deutsche Tafelglas AG (Detag) mit Sitz in Fürth eingebracht. 1938 mussten jedoch auf Druck des Reichswirtschaftsministeriums alle Detag-Aktien „zum Schutz vor Überfremdung“ an die Gesellschaftergruppe Vopelius-Wentzel und die Deutsche Bank abgegeben werden.
Bis 1946 war Wilhelm Kesten Vorstands-Vorsitzender, sein Stellvertreter war der Ingenieur Maurice Hulin in Boitsfort, Belgien. 1950 trat Karl Holstein als Vorsitzender in den Vorstand ein.
1954 wurde die DELOG Hauptaktionär der Flabeg. 1967 übernahm die DELOG die Unionglas AG als Tochtergesellschaft. Die DELOG firmierte um zur Unionglas GmbH.
1969 kontrollierte Boussois-Souchon-Neuvesel das Unternehmen.

## Geschichte der Flachglas AG

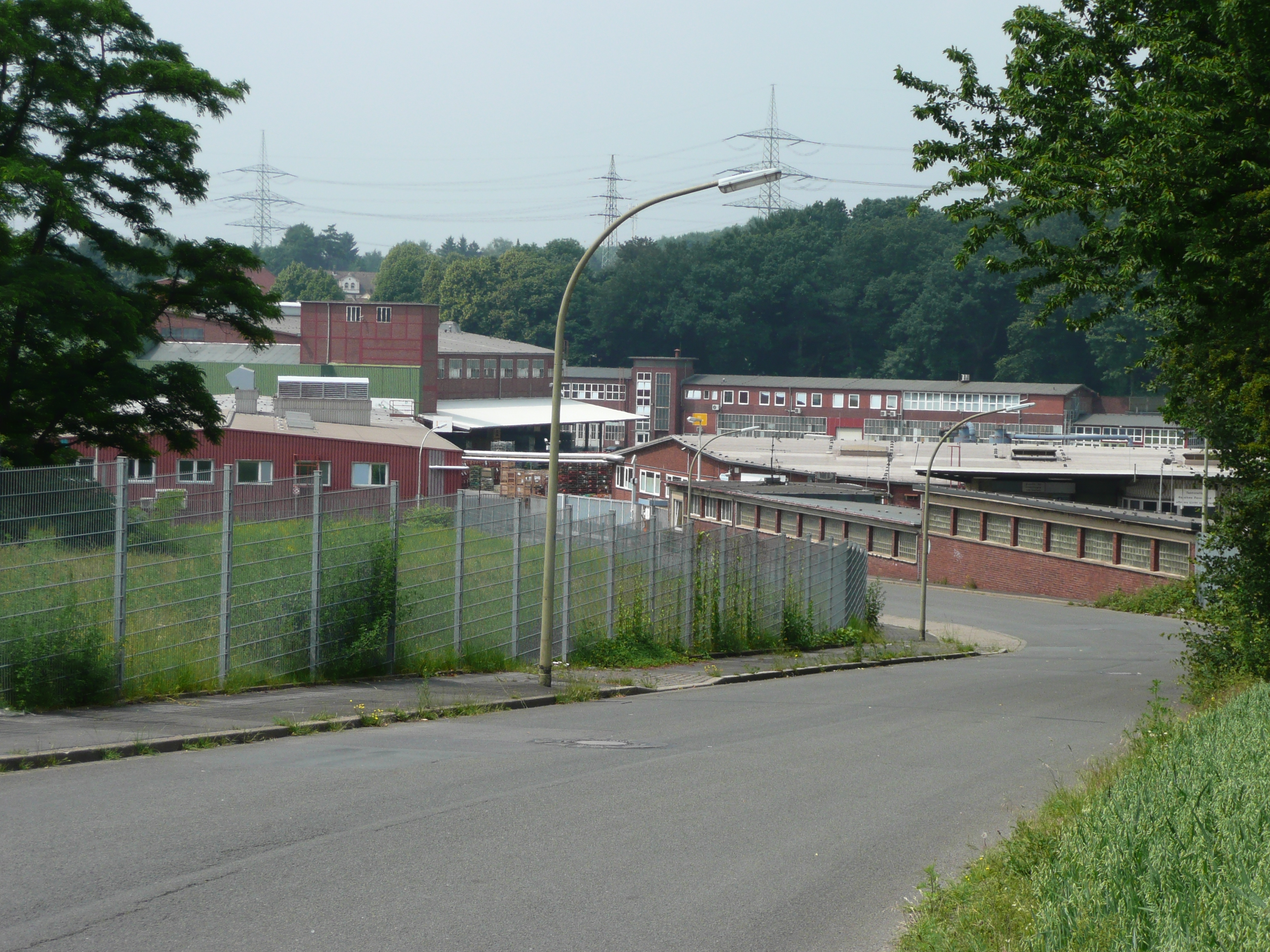
Werk Witten

Im Jahre 1970 wurden DELOG und Deutsche Tafelglas AG zur Flachglas AG mit Sitz in Gelsenkirchen fusioniert. Das Werk Gebrüder Müllensiefen in Witten, gegründet 1826 von Gustav Müllensiefen und Theodor Müllensiefen, übernommen 1930 von der Deutschen Tafelglas AG, kam somit zu Flachglas. Zu diesem Zeitpunkt besaß das Unternehmen Pilkington Brothers bereits die Aktienmehrheit der Bergwerksgesellschaft Dahlbusch. Durch Fusion kamen die Unternehmen Schulze in Herford, Westdeutsche Spiegelfabriken GmbH in Sende und Flabeg GmbH zu Flachglas.
1980 übernahm Pilkington die Flachglas AG. Vorstandsvorsitzender von 1976 bis 1981 war Walter Griese (* 1914). 2006 wurde Pilkington von Nippon Sheet Glass übernommen. Am Standort Gelsenkirchen-Rotthausen waren im Jahre 2009 580 Mitarbeiter beschäftigt, 2025 waren es noch 500. Ein weiterer Standort war Gladbeck.